# フリカッセ (サンドイッチ)

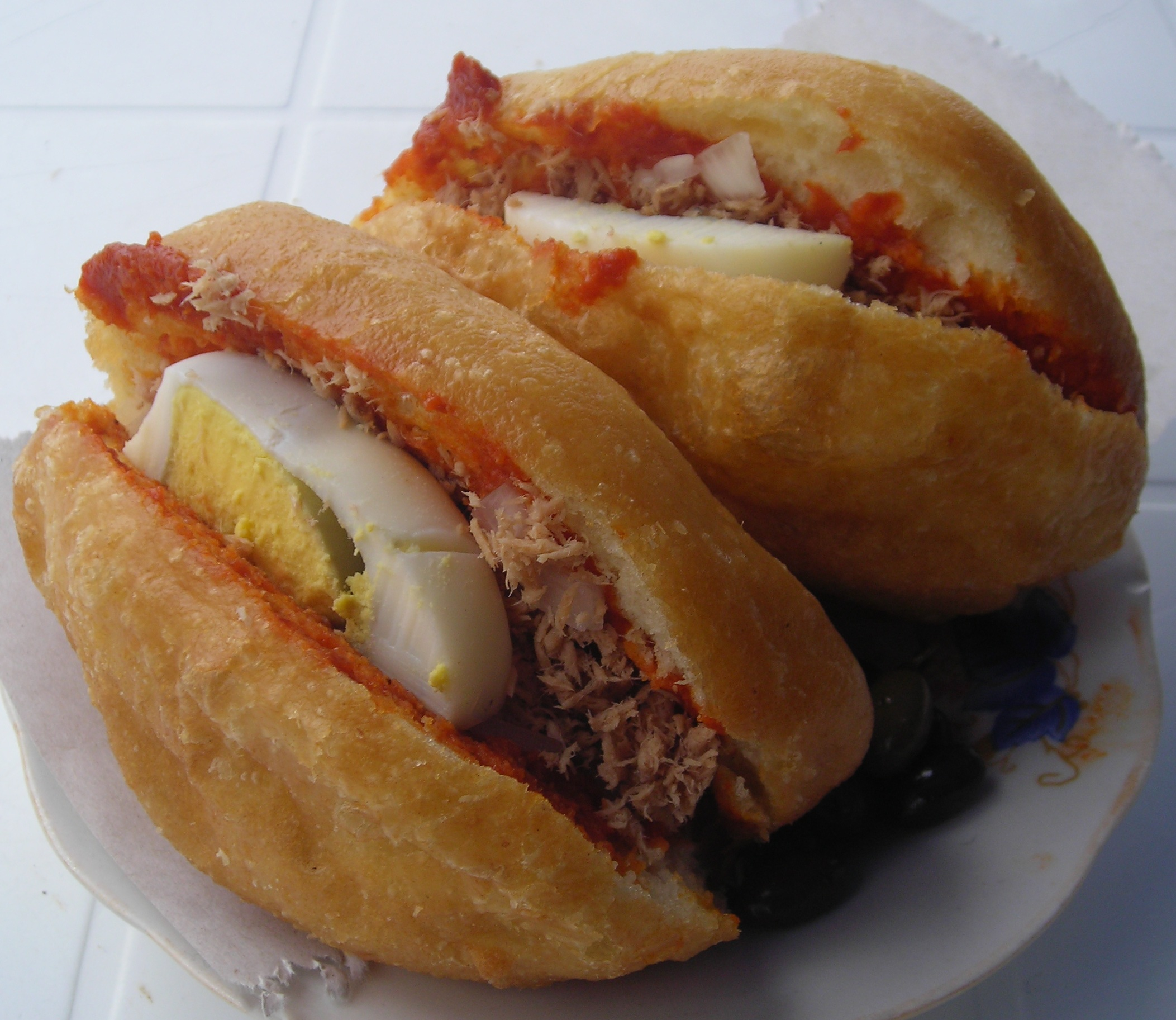
フリカッセの例

フリカッセ（アラビア語: فريكسي、アラビア語: فريكاسي、フランス語: fricassé）はチュニジアのサンドイッチ。

## 概要
チュニジアではポピュラーなサンドイッチ。発酵させた生地を油で揚げたパン（揚げパン）に具材をはさんだサンドイッチである。